# Ruthenische Kugeldistel
Die Ruthenische Kugeldistel (Echinops ritro) ist eine Pflanzenart aus der Gattung der Kugeldisteln (Echinops) innerhalb der Familie der Korbblütler (Asteraceae). Sie ist in Ost- und Südeuropa heimisch und wird als Zierpflanze angepflanzt.

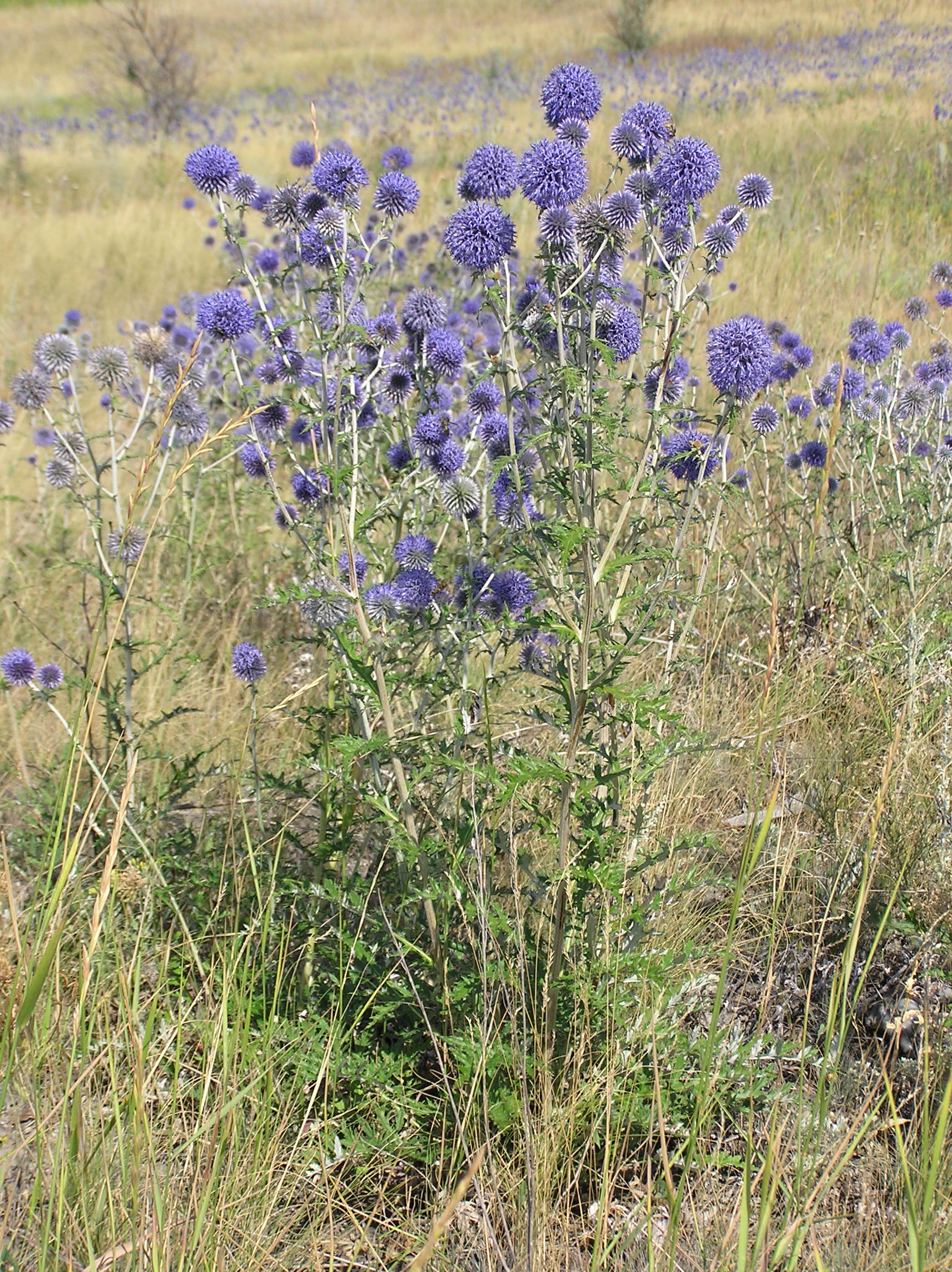
Ruthenische Kugeldistel (Echinops ritro subsp. ruthenicus) im Habitat bei Saratow

## Merkmale

### Vegetative Merkmale
Die Ruthenische Kugeldistel ist eine ausdauernde, krautige Pflanze, die Wuchshöhen von 20 bis 70 (100) Zentimetern erreicht. Zierformen werden auch höher. Die Stängel sind aufrecht, stielrund, einfach oder oben in wenige einköpfige Äste geteilt. Die wechselständig stehenden Blätter stehen locker und reichen am Stängel hoch hinauf. Die untersten sind gestielt, die übrigen sind halbstängelumfassend sitzend. Sie sind lanzettlich, bis 28 Zentimeter lang und bis 9 Zentimeter breit und tief und mehr oder weniger doppelt fiederspaltig. Die Blattabschnitte sind lineal und bis 15 Millimeter breit; sie laufen in einen feinen nicht stechenden Dorn aus und sind dornig gezähnt. An der Oberseite sind sie drüsenhaarig, haben wenige, einfache Haare und sind glänzend. Die Unterseite ist dauerhaft weißfilzig. Ihr Rand ist nach unten umgerollt.

### Generative Merkmale
Blütezeit ist Juli und August. Die Gesamtblütenstände sind kugelig und 2 bis 4 Zentimeter breit. Die Einzelköpfchen sind etwa 2 Zentimeter lang, ihre Hüllblätter nehmen von außen nach innen an Größe zu. Die äußeren sind nur ein Drittel bis ein Viertel so lang wie die innersten. Die inneren sind violett, gewimpert und in einen feinen stechenden Dorn auslaufend; auf dem Rücken sind sie gekielt. Die mittleren sind borstig geimpert und kahl. Die äußersten sind in feine Borsten zerschlitzt. Die Blüten sind bläulich-grau. Die Pappusborsten sind in der unteren Hälfte verwachsen. Blütezeit ist Juli und August. Die Achänen sind zylindrisch, fünfkantig, 5 bis 7 Millimeter lang und sind gelblich-seidig behaart. Der Pappus besteht aus Borstenbüscheln.
Die Chromosomenzahl beträgt 2n = 30 oder 32.

## Verbreitung
Das Areal umfasst Westasien, Osteuropa von Russland bis Tschechien, die Balkanhalbinsel, Italien, Südfrankreich und Spanien. Ursprünglich kommt die Art aber auch in Zentralasien, Sibirien, im Kaukasusgebiet, in der Mongolei und in Xinjiang vor. In den nördlichen Vereinigten Staaten ist die Art ein Neophyt.
Das natürliche Areal hat im pannonischen Gebiet Niederösterreichs seine Westgrenze. Die Ruthenische Kugeldistel wächst hier an sonnigen Felshängen und in Felssteppen der collinen Höhenstufe. In den übrigen Gebieten Mitteleuropas verwildert die Art gelegentlich.

## Systematik
Folgende Unterarten und Varietäten können unterschieden werden:
- Echinops ritro subsp. ritro
- Echinops ritro subsp. meyeri (DC.) Kožuharov: Sie kommt in Russland vor.[6]
- Echinops ritro subsp. ruthenicus (M. Bieb.) Nyman (Syn.: Echinops ruthenicus M. Bieb.): Sie kommt in Österreich, Tschechien, in der Slowakei, Polen, Ungarn, Italien, in der Ukraine, Moldawien, auf der Balkanhalbinsel, in Russland, Rumänien, Bulgarien und in Vorderasien vor.[6] Die Chromosomenzahl ist 2n = 32.[2]
- Echinops ritro subsp. sartorianus (Boiss. & Heldr.) Kožuharov (Syn.: Echinops sartorianus Boiss. & Heldr.): Sie kommt nur in Griechenland vor.[6]
- Echinops ritro subsp. siculus (Strobl) Greuter (Syn.: Echinops siculus Strobl): Sie kommt in Italien, Griechenland, Sizilien und Malta vor.[6]
- Echinops ritro subsp. thracicus (Velen.) Kožuharov (Syn.' Echinops thracicus Velen.): Sie kommt in Bulgarien vor.[6]
- Echinops ritro var. elbursensis (Rech.f.) Parsa (Syn.: Echinops elbursensis Rech.f.): Sie kommt im Iran vor.[7]

## Bilder
Echinops ritro subsp. ruthenicus

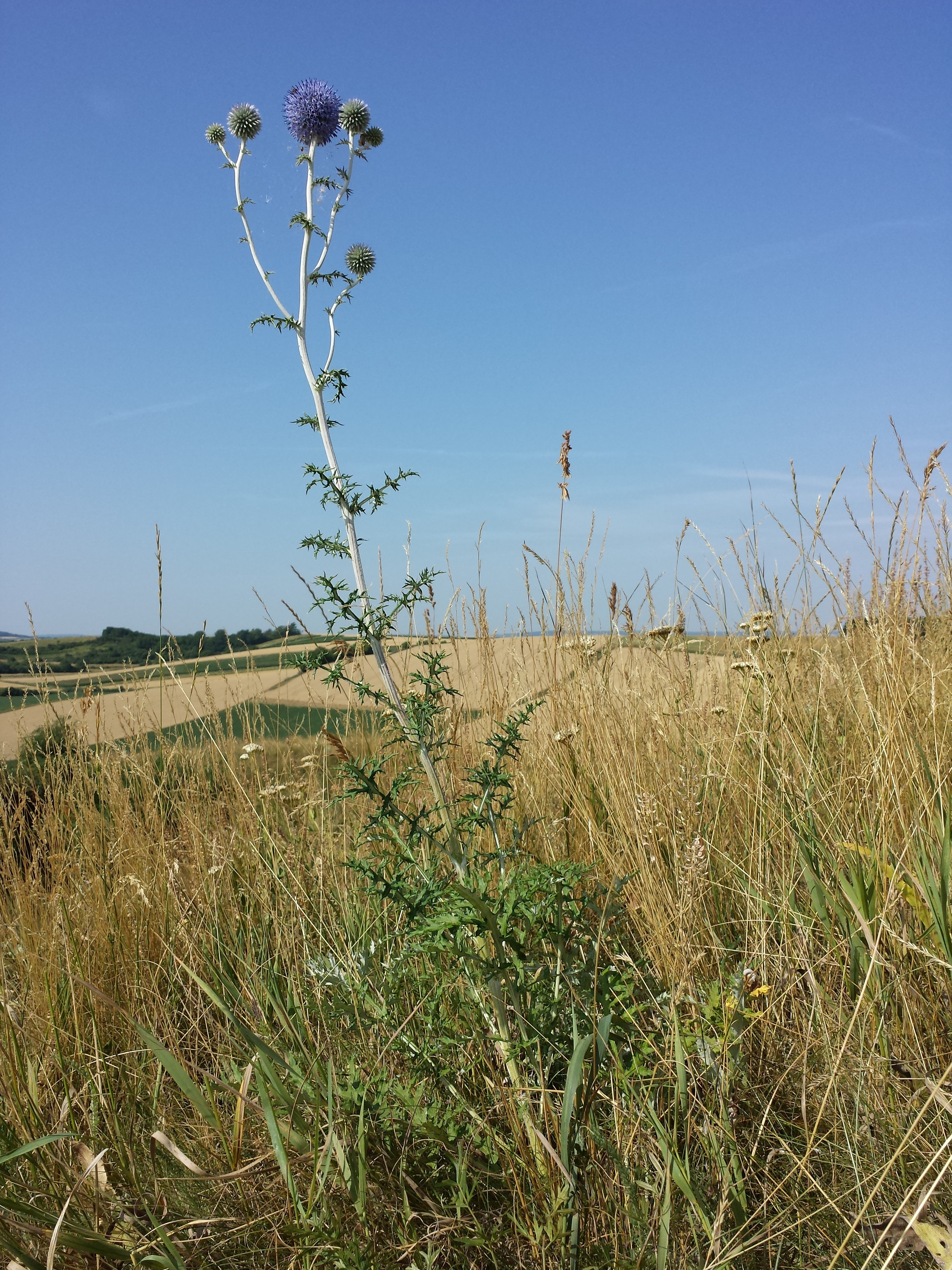
Habitus
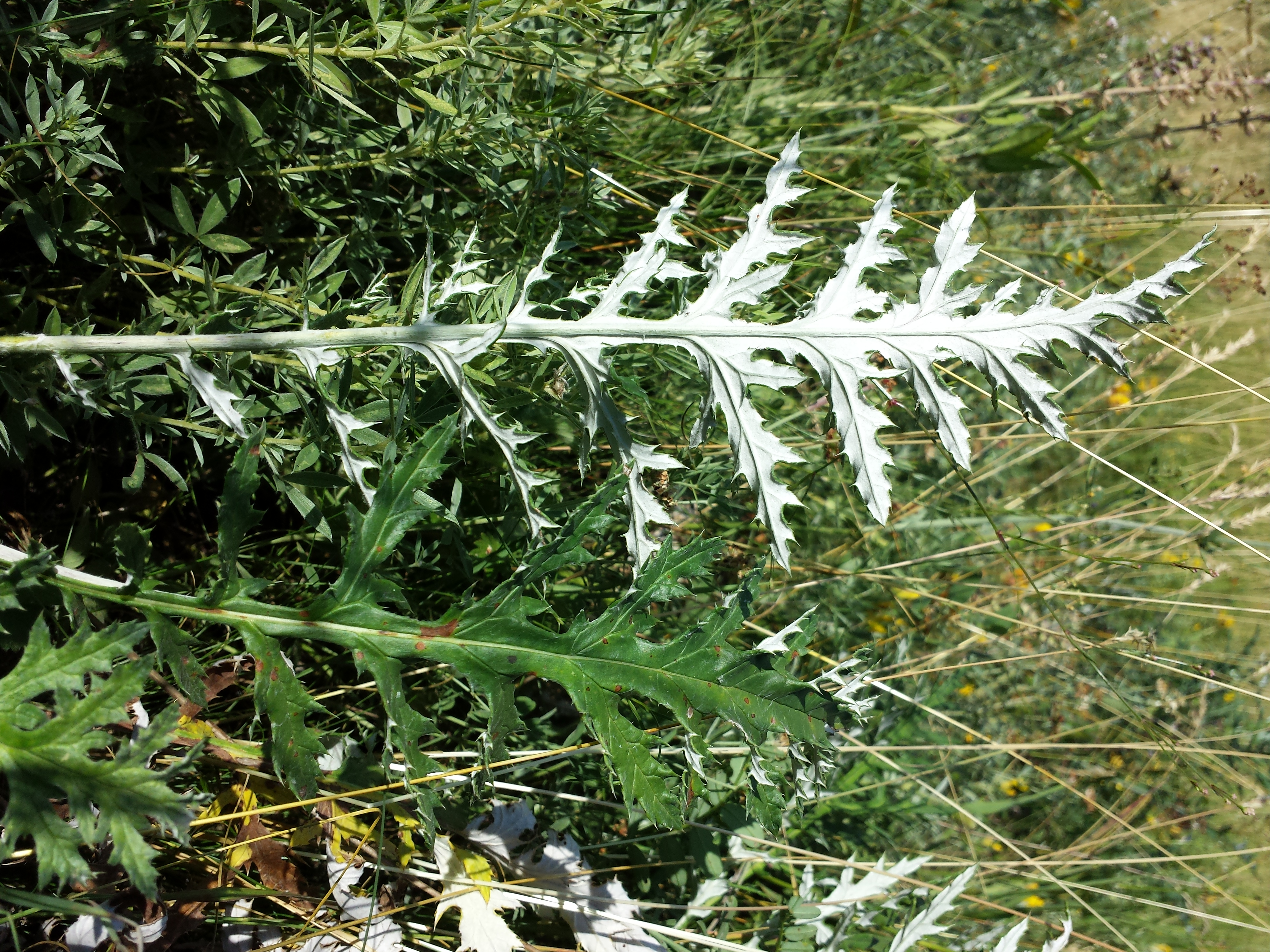
Die Laubblätter sind oberseits (im Bild unteres Blatt) fast kahl und unterseits (im Bild oberes Blatt) reinweiß-filzig.
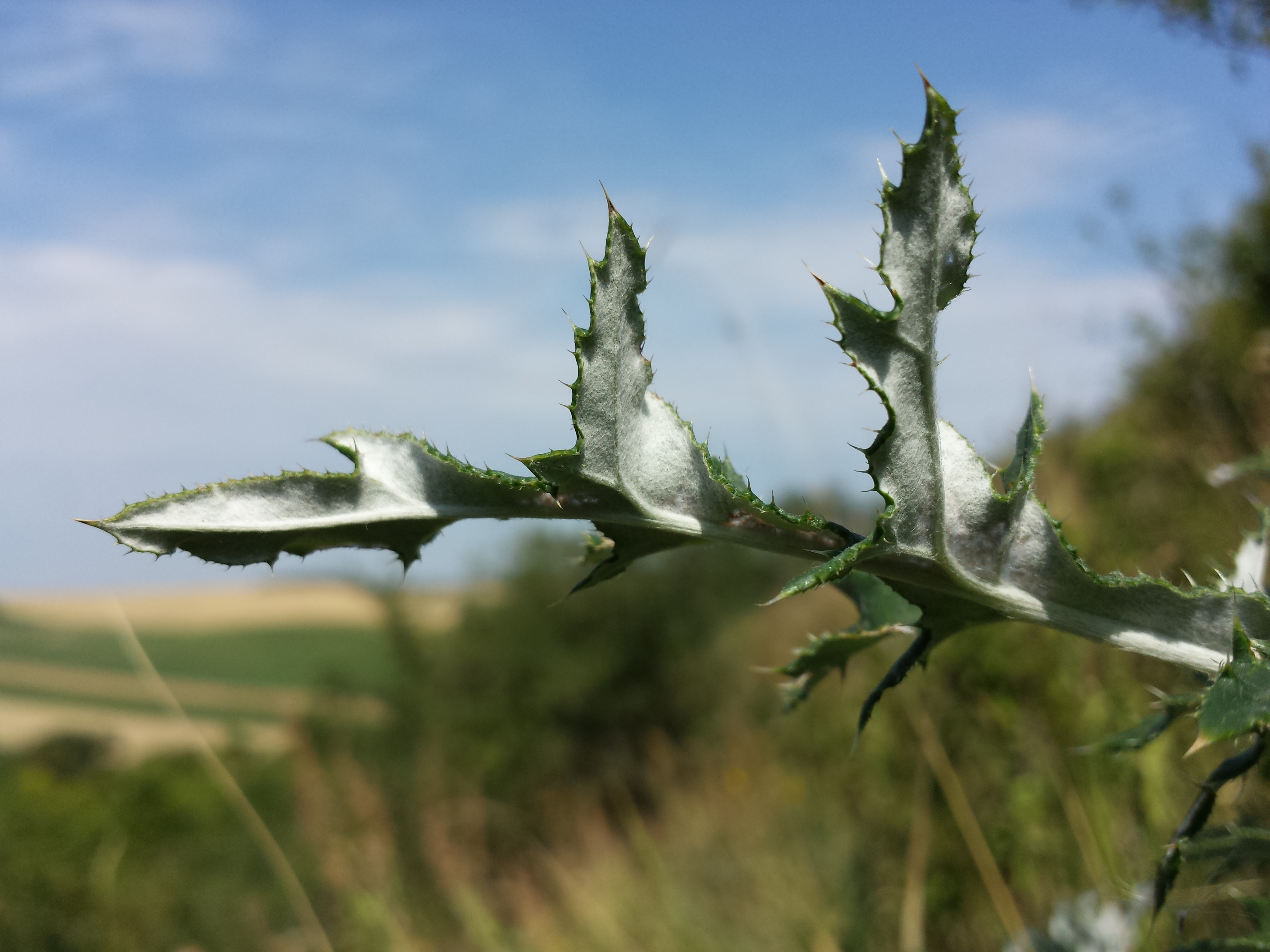
Der Spreitenrand ist umgerollt.
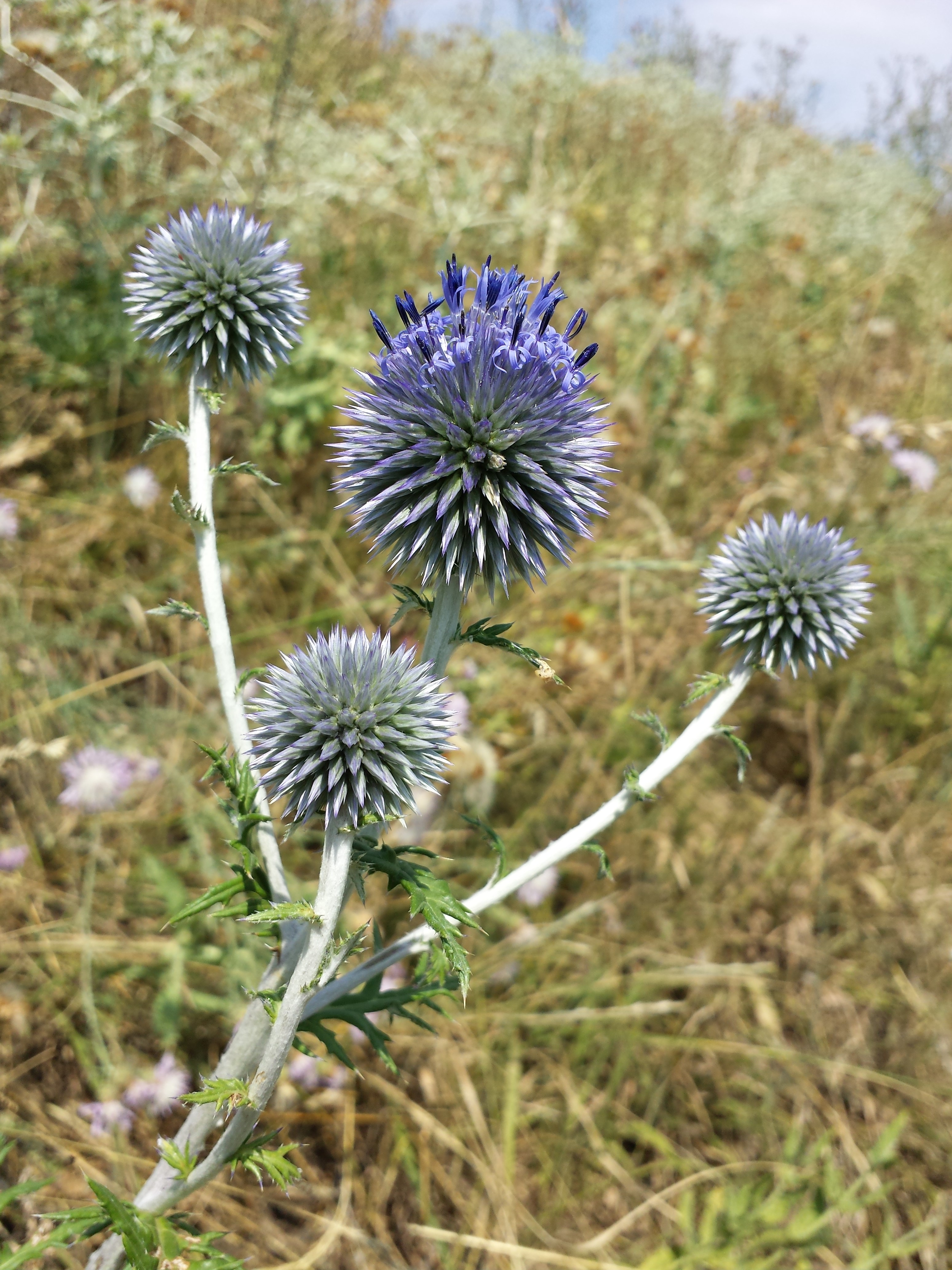
Korbstände, der mittlere ist gerade am Erblühen.
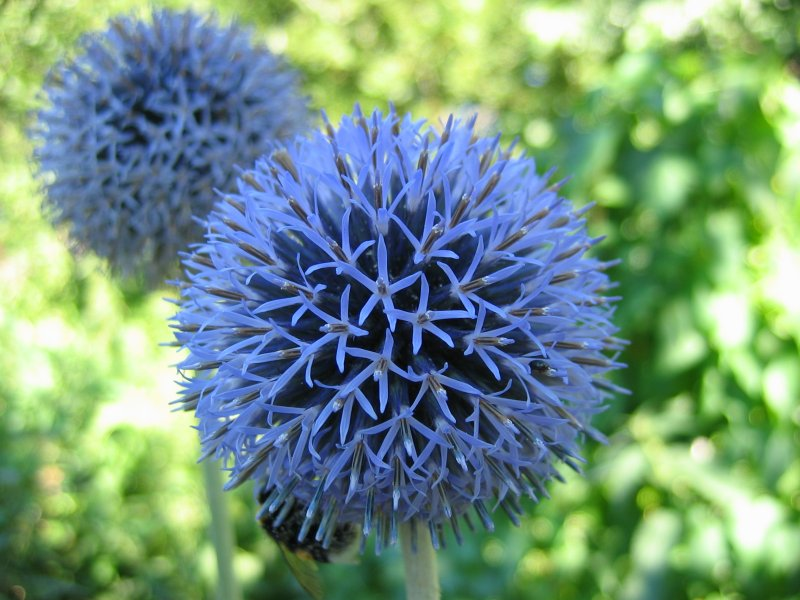
Kugeliger Korbstand mit zahlreichen Körben die jeweils nur eine Blüte enthalten.